# Oemida longipennis
Oemida longipennis là một loài bọ cánh cứng trong họ Cerambycidae.